# Костриця Микола Юхимович
Мико́ла Юхи́мович Костри́ця (20 вересня 1942 — 23 квітня 2014) — український краєзнавець , президент Товариства дослідників Волині, перший голова Житомирської обласної організації Всеукраїнської спілки краєзнавців (нині — НСКУ), доктор географічних наук (з 2007), професор, відмінник народної освіти України. Лауреат Всеукраїнської премії імені Івана Огієнка (2010) та Премії імені Дмитра Яворницького Національної спілки краєзнавців України (2012), Почесний краєзнавець України (2010).

## Біографія
Народився 20 вересня 1942 року в родині житомирських службовців.
У 1961 році Микола Юхимович став студентом географічного факультету Київського державного університету імені Т. Г. Шевченка. Отримавши диплом про вищу освіту, у серпні 1966 року Микола Костриця прибув на роботу вчителем до села Хижники Старокостянтинівського району на Хмельниччині
Працював вчителем, викладачем у вищих навчальних закладах Житомира, Києва, завідувачем кабінету географії Київського обласного та Центрального інституту удосконалення вчителів, з 1999 року завідувач кафедри Житомирського ОІППО.
У 1990 році виступив одним із ініціаторів відтворення Житомирського науково-краєзнавчого товариства дослідників Волині, яке діяло в регіоні у 1900—1920 роках, обраний його віце-президентом, а з 1993 року — президентом і відповідальним редактором наукових праць Товариства «Велика Волинь».
Костриця М. Ю. розробив теоретико-методологічні засади національного і географічного краєзнавства, зокрема підготував три розділи монографії з цієї проблеми. За тематикою дослідження автором видано 20 наукових статей.
Багато років успішно очолює Житомирський обласний відділ Українського географічного товариства, входить до його Вченої ради, є діяльним членом ученої ради Центру дослідження історії Поділля Інституту історії України НАН України при Кам'янець-Подільському державному університеті, дійсним членом зарубіжного Українського історичного товариства імені Михайла Грушевського (штат Огайо, США), географічної секції Наукового товариства імені Шевченка у Львові.
М. Ю. Костриця одружений.

## Праці
У 90-ті роки XX — на початку XXI ст. з-під пера Миколи Юхимовича або у співавторстві його колег по краєзнавству вийшло у світ багато історико-краєзнавчих книг, путівників та географічних нарисів. Загалом упродовж 1967—2005 років Микола Костриця друкував свої матеріали і статті в 10-ти всеукраїнських, 16-ти обласних, 14-ти районних газетах, у 12-ти республіканських і місцевих волино-подільських журналах і альманахах.
- Костриця М. Ю. Географічне краєзнавство України: теоретико-методологічні засади, історія, практика.— Рукопис. (Дисертація)
- Костриця М. Ю. Житомир в житті видатного польського письменника Юзефа Ігнаци Крашевського. — Житомир; Вид-во «Волинь», 2002, −18 с. іл.
- Костриця М. Ю., Кондратюк Р. Ю. Історико-географічний словник Житомирщини, Житомир, 2002.
- Костриця М. Ю., Тарабукін О. О. Первіснообщинний лад на Житомирщині: Підручна книжка для учнів, студентів, вчителів / За заг. ред. М. Ю. Костриці. — 2004.
- Костриця М. Ю., Мокрицький Г. П. Преображенський кафедральний собор у Житомирі. — К, 2004.
- Костриця М. Ю. Рідний край — Житомирщина. Київ: Мапа, 2005. — 160 с.
- Костриця М. Ю. Постаті землі Бердичівської: історико-краєзнавчі нариси. — У 2-х тт. — Житомир, 2005.
- Костриця М. Ю., Кондратюк Р. Ю. Житомир: Підручна книжка з краєзнавства. — Житомир, 2007.
- Костриця М. Ю., Кондратюк Р. Ю., Тимошенко В. І. Історико-географічний словник Малинщини. — Малин, 2005.

### Монографії
- Костриця М. Ю. Товариство дослідників Волині: історія, діяльність, постаті. — Житомир: М. А. К. — Житомир, 2001. — 360 с.
- Костриця М. Ю. Українське географічне краєзнавство: історія, методологія, постаті, практика. — Житомир: Косенко, 2006. — 444 с.

### Статті у фахових наукових виданнях
- Костриця М. Ю. Товариство дослідників Волині: історичний досвід і сучасні завдання // УГЖ. — 1995. — № 4. — С. 50-53.
- Костриця М. Ю. До 150-річчя від дня народження М. М. Миклухо-Маклая // УГЖ. — 1996. — № 3. — С. 68-69.
- Костриця М. Ю. І. А. Фещенко-Чопівський — автор праць з економічної географії // УГЖ. — 1997. — № 2. — С. 65-66.
- Костриця М. Ю. Наукове географічне краєзнавство: до питання про предмет і об'єкт вивчення // УГЖ. — 1998. — № 4. — С. 37-39.
- Костриця М. Ю. Професор О. А. Івановський та його внесок в українську географію // Проблеми безперервної географічної освіти і картографії: Зб. наук. праць. — К.: Антекс, 2000. — Вип. 1. — С. 155—158.
- Костриця М. Ю. Мріяв про незалежну Україну [І. А. Фещенко-Чопівський] // Історія української географії. — Тернопіль: Підручники і посібники. — 2000. — Вип. 2. — С. 15-19.
- Костриця М. Ю. Географічне краєзнавство: поступ у III тисячоліття // Історія української географії. — Тернопіль: Підручники і посібники, 2001. — Вип. 4 (2). — С. 8-11.
- Костриця М. Ю. Острозький інвентар 1620 року як унікальне економіко-географічне джерело // Історія української географії. — Тернопіль: Підручники і посібники, 2001. — Вип. 4 (2). — С. 73-75.
- Костриця М. Ю. Адміністративний район як об'єкт географічного краєзнавства // Проблеми безперервної географічної освіти і картографії: Зб. наук. праць. — Вінниця: Консоль, 2002. — Вип. 3. — С. 36-38.
- Костриця М. Ю. Внесок професора Олексія Івановського в українську географію // Історія української географії. — Тернопіль: Підручники і посібники, 2002. — Вип. 5(1). — С. 13-14.
- Костриця М. Ю. Геолого-географічні студії у Товаристві дослідників Волині (1900—1920) // Історія української географії. — Тернопіль: Підручники і посібники. — 2002. — Вип. 6. — С. 49-54.
- Костриця М. Ю. Професор Кость Дубняк: забута постать української географії і краєзнавства // Наукові записки Тернопільського державного педагогічного університету. — Серія: Географія. — 2002. — № 2. — С. 43-45.
- Костриця М. Ю. Вивчення історії географічного краєзнавства — важливий напрям наукових досліджень // Проблеми безперервної географічної освіти і картографії: Зб. наук. праць. — Вінниця: Антекс-УЛТД, 2004. — Вип. 4. — С. 159—162.
- Костриця М. Ю. Внесок професора Павла Постоєва у розвиток географічного краєзнавства // Історія української географії. — Тернопіль: Підручники і посібники, 2004. — Вип. 1(9). — С. 28-30.
- Костриця М. Ю. Краєзнавча діяльність Південно-Західного відділу Російського географічного товариства у Києві (1873—1876 рр.) // Історія української географії. — Тернопіль: Підручники і посібники, 2004. — Вип. 10(2). — С. 27-32.
- Костриця М. Ю. Краєзнавство в системі безперервної освіти // Проблеми безперервної географічної освіти і картографії: — К.: Інститут передових технологій, 2005. — Вип. 5. — С. 92-95.
- Костриця М. Ю. Подільська наукова географічно-краєзнавча школа: діяльність і постаті (кінець XIX — 30-і роки XX століття) // Наукові записки Вінницького державного педагогічного університету імені Михайла Коцюбинського. Серія: Географія. — Вінниця, 2005. — Вип. 9. — С. 148—155.
- Костриця М. Ю. Внесок професора Костя Дубняка в теорію географічного краєзнавства // Історія української географії: Всеукраїн. наук.-теорет. часопис. — Тернопіль: Підручники і посібники, 2005. — Вип. 2 (12). — С. 33-39.
- Костриця М. Ю. Українське географічне краєзнавство: актуальні питання теорії і методології // Наукові записки Вінницького державного педагогічного університету імені Михайла Коцюбинського. — Вінниця, 2005. — Серія: Географія. — Вип. 8. — С. 151—155.
- Костриця М. Ю. Волинська науково-краєзнавча школа (кінець XIX — 30-ті рр. XX ст.) // Науковий вісник Волинського державного університету ім. Лесі Українки. — 2005. — № 3. — С. 229—238.
- Костриця М. Ю. Дослідник Волині і Галичини Готфрід Оссовський // Історія української географії: Всеукраїн. наук.-теорет. часопис. — Тернопіль: Підручники і посібники, 2005. — Вип. 1(11). — С. 27-30.
- Костриця М. Ю. Зародження регіональних краєзнавчих досліджень у вищій школі України (перша половина XIX ст.) // Наукові записки Тернопільського національного педагогічного університету. Серія: Географія. — Тернопіль, 2005. — № 2. — С. 60-64.
- Костриця М. Ю. Подільська наукова географічно-краєзнавча школа: діяльність і постаті (кінець XIX — 30-і роки XX ст.) // Наукові записки Вінницького держ. педаг. ун-ту імені Михайла Коцюбинського. Серія: Географія. — Вінниця, 2005. — Вип. 9. — С. 148—155.
- Костриця М. Ю. Географічно-краєзнавчі дослідження в роки Другої світової війни // Наукові записки Вінницького державного університету імені Михайла Коцюбинського. — Серія: Географія. — Вінниця, 2006. — Вип. 11. — С. 167—170.
- Костриця М. Ю. Д. П. Журавський — фундатор Київської науково-краєзнавчої географічної школи // Науковий вісник Волинського державного університету ім. Лесі Українки. — 2006. — № 3. — С. 226—234.
- Костриця М. Ю. Дослідницька робота в процесі краєзнавчого вивчення природно-територіальних комплексів // Проблеми безперервної географічної освіти і картографії: Зб. наук. праць. — К.: Інститут передових технологій, 2006. — Випуск 6. — С. 118—121.
- Костриця Микола. Формування Львівської науково-краєзнавчої географічної школи (кінець XIX — 20-і роки XX ст.) // Історія української географії. Всеукраїнський науково-теоретичний часопис. — Тернопіль: Підручники і посібники, 2006. — Випуск 1(13). — С. 34-39.
- Костриця М. Ю. Краєзнавча діяльність Українського наукового товариства та комісій ВУАН // Наукові записки Вінницького державного педагогічного університету імені Михайла Коцюбинського. — Серія: Географія. — Вінниця, 2006. — Вип. 12. — С. 227—234.
- Костриця Микола. Науково-краєзнавча діяльність Київського товариства природодослідників // Наукові записки Тернопільського національного педагогічного університету. — Серія: Географія. — Тернопіль, 2006. — № 1. — С. 3-11.
- Костриця Микола. Науково-краєзнавча спадщина В. О. Гериновича // Наукові записки Тернопільського національного педагогічного університету. Серія: Географія. — Тернопіль, 2006. — № 2. — С. 12-18.
- Костриця Микола. Іван Франко як історіограф галицького краєзнавства (до 150-річчя від дня народження) // Історія української географії. Всеукраїн. наук.-теорет. часопис. — Тернопіль: Підручники і посібники, 2006. — Вип. 2(14). — С. 26-30.

### Статті в інших наукових виданнях та збірниках наукових конференцій
- Костриця М. Ю. Краєзнавству — наукову основу // Географічне краєзнавство: сучасний стан і перспективи. — Житомир: Редакційно-видавниче підприємство «Льонок», 1992. — С. 65-67.
- Костриця М. Ю. До питання про наукові засади, зміст і структуру національного краєзнавства // Велика Волинь: минуле і сучасне: Матеріали IV міжнар. наук.-краєзн. конф., жовтень 1994 р. — Хмельницький; Ізяслав; Шепетівка, 1994. — С. 7-10.
- Костриця М. Ю. Суспільно-територіальний комплекс як об'єкт краєзнавчих досліджень: До постановки питання про формування нових теоретико-методичних засад національного краєзнавства // Південно-Східна Волинь: Наука, освіта, культура: Матеріали регіональної наук.-краєзн. конф. — Хмельницький; Шепетівка, 1995. — С. 238—241.
- Костриця М. Ю. Актуальні питання теорії національного краєзнавства // Українська національна ідея: історія і сучасність: Наук. зб., присвячений 80-річчю УНР, 90-річчю від дня народження О. Ольжича. — Житомир, 1997. — С. 68-70.
- Костриця М. Ю. Павло Постоєв: краєзнавець, географ, педагог // Житомирщина крізь призму століть: Наук. зб. «Велика Волинь»: Пр. Житомир. наук.-краєзн. т-ва дослідників Волині. — Житомир: Журфонд, 1997 — Т. 16. — С. 142—144.
- Костриця М. Ю. Ф. О. Туманський — автор першої програми краєзнавчого дослідження України // ACADEMIA на пошану професора Леоніда Антоновича Коваленка: До 90-річчя від дня народження. — Т. І. — Історичні дослідження. — Кам'янець-Подільський, 1997. — С. 105—106.
- Костриця М. Ю. Академік С. Л. Рудницький — фундатор українського географічного краєзнавства // Краєзнавство і туризм: освіта, виховання, стиль життя: Матеріали міжнар. наук.-практ. конф., Херсон, 1-3 жовт., 1998. — К.: Реформа, 1998. — С. 238—240.
- Костриця М. Ю. П. А. Тутковський — видатний український дослідник Полісся: Зб. наук. праць. — Луцьк: Надстир'я, 1998. — С. 16-19.
- Костриця М. Ю. Витоки географічного краєзнавства в Україні // Географія та основи економіки в школі. — 2000. — № 1. — С. 31-32; № 2. — С. 34-36.
- Костриця М. Ю. Географічне краєзнавство в системі національного краєзнавства // Житомирщина на зламі тисячоліть: Наук. зб. «Велика Волинь»: Пр. Житомир. наук.-краєзн. т-ва дослідників Волині. — Житомир: М. А. К., 2000. — Т. 21. — С. 197—198.
- Костриця М. Ю. До питання про «витоки» і «початки» географічного краєзнавства в Україні // Україна та глобальні процеси: географ. вимір: Зб. наук. праць. У 3-х т. — Київ; Луцьк: Вежа, 2000. — Т. 1. — С. 338—341.
- Костриця М. Ю. З історії становлення шкільного географічного краєзнавства // Краєзнавство і туризм: освіта, виховання, стиль життя: Матеріали II міжнар. наук.-практ. конф. Херсон, 9-11 листоп. 2000 р. — К.: Карбон ЛТД, 2000. — С. 166—169.
- Костриця М. Ю. Краєзнавчі дослідження Т. Г. Шевченка на Волині // Тарас Шевченко і українська культура XXI століття: Зб. наук. праць за матеріалами Всеукр. симпоз., 19-20 трав. 2000 р. — Кам'янець-Подільський, 2000. — С. 152—155.
- Костриця М. Ю. Курс «Географія рідного краю»: досвід і проблеми // Географічна наука та освіта в Україні: Зб. наук. праць. — К.: Фітосоціоцентр, 2000. — С. 17.
- Костриця М. Ю. Товариство дослідників Волині крізь призму XX століття // Краєзнавство. — 2000. — № 1/2. — С. 26-31.
- Костриця М. Ю. Товариство дослідників Волині: До сотої річниці його заснування (1900—2000 рр.) // Берегиня. — 2000. — № 2. — С. 3-11.
- Костриця М. Ю. Топографічні описи як краєзнавче географічне джерело (кінець XVIII — початок XIX ст.) // Історія української географії і картографії: проблеми і перспективи: Матеріали Другої Всеукр. наук. конф. — Тернопіль, 2000. — С. 101—104.
- Костриця М. Ю. Географічне краєзнавство в системі національного краєзнавства // Краєзнавство. — 2001. — № 1-4. — С. 44-46.
- Костриця М. Ю. Початки географічного краєзнавства в Україні (XVIII — 50-ті роки XIX століття) // Географія та основи економіки в школі. — 2001. — № 1. — С. 44-45; № 3. — С. 35-37; № 6. — С. 25-26.
- Костриця М. Ю."Географія рідного краю": ретроспективний погляд крізь XX століття // Регіональне географічне краєзнавство: теорія і практика: Матеріали другого Всеукр. наук. семінару. — Тернопіль, 2002. — Ч. 1. — С. 75-81.
- Костриця М. Ю. До питання про формування сучасних теоретико-методичних засад національного краєзнавства // Архіви — скарбниця людської пам'яті: Наук. зб. «Велика Волинь»: Пр. Житомир. наук.-краєзн. т-ва дослідників Волині. — Житомир: Волинь, 2002. — Т. 26. — С. 9-13.
- Костриця М. Ю. Краєзнавчі студії в епістолярній спадщині І. І. Огієнка // Вісник Житомирського педагогічного університету. — 2002. — № 9. — С. 21-23.
- Костриця М. Ю. Михайло Кудрицький — визначний метеоролог і краєзнавець України // Регіональне географічне краєзнавство: теорія і практика: Матеріали другого Всеукр. наук. семінару. — Тернопіль, 2002. — Ч. 1. — С. 36-39.
- Костриця М. Ю. Національне краєзнавство: актуальні питання теорії і методології // Історичне краєзнавство в системі освіти України: здобутки, проблеми, перспективи: Наук. зб. — Кам'янець-Подільський: Абетка-НОВА, 2002. — С. 3-9.
- Костриця М. Ю. Товариство дослідників Волині: 100 років видавничої діяльності (1902—2002 рр.) // Історія української науки на межі тисячоліть: Зб. наук. пр. — К., 2002. — Вип. 8. — С. 150—157.
- Костриця М. Ю. До питання про періодизацію українського географічного краєзнавства // Географічна наука і освіта в Україні: Тези доповідей II міжнар. наук.-практ. конф., Київ, 26-27 берез. 2003 р. — К.: ВГЛ: «Обрії», 2003. — С. 267—268.
- Костриця М. Ю. Періодизація українського географічного краєзнавства // Студії з архівної справи та документознавства. — К., 2003. — Т. 9. — С. 39-42.
- Костриця М. Ю. Українознавство і краєзнавство: точки дотику і взаємодії // Праці Наукового товариства ім. Шевченка. — Т. ХІ: Матеріали міжнар. наук. конф. «Актуальні проблеми географічного українознавства на зламі тисячоліть» (до 100-річчя від дня народження Володимира Кубійовича). Львів, 7-8 листопада 2000 р. — Львів: Наукове товариство ім. Шевченка, 2003. — С. 346—348.
- Костриця М. Ю. Національне географічне краєзнавство: наукові засади, методи, проблеми // Україна: географічні проблеми сталого розвитку: Зб. наук. праць. В 4-х т. — К.: ВГЛ Обрії, 2004. — Т. 4. — С. 86-88.
- Костриця М. Ю. Роль Д. П. Журавського у становленні організаційних форм українського краєзнавства в середині XIX ст. // Наукові праці Кам'янець-Подільського державного університету: Історичні науки. — Кам'янець-Подільський: Оіюм, 2004. — Т. 13. — С. 531—538.
- Костриця М. Ю. Становлення організаційних форм українського географічного краєзнавства // Географія та основи економіки в школі. — 2005. — № 3. — С. 39-41; № 7. — С. 42-45.
- Костриця М. Ю. Роль Івана Франка у становленні історіографії національного краєзнавства (до 150-річчя від дня народження) // Минуле і сучасне Волині та Полісся: Матеріали XVIII Всеукраїнської істор.-краєзнавчої конф. — Наук. збірник. — Луцьк: Надстир'є, 2006. — С. 145—147.
- Костриця М. Ю. Теоретико-методологічні засади національного краєзнавства // Місто Хмельницький в контексті історії України: Студії Кам'янець-Подільського Центру дослідження історії Поділля. — Хмельницький, Кам'янець-Подільський: Оіюм, 2006. — Т. 2. — С. 236—242.
- Костриця М. Ю. До питання про сучасну парадигму українського наукового краєзнавства // Наукові записки Рівненського обласного краєзнавчого музею. — Рівне: Волинські обереги, 2006. — Вип. 4. — С. 93-97.
- Костриця М. Ю. Роль почесних членів у діяльності Товариства дослідників Волині (1900—1920) // Краєзнавство. — 2006. — № 1-4.- С. 13-18.
- Костриця М. Ю. А. М. Краснов — фундатор Харківської науково-краєзнавчої школи // Часопис соціально-економічної географії: Зб. наук. праць Харківського національного університету. — 2007. — № 2(1). — С. 211—216.